# Elektriciteitscentrale Frimmersdorf
Elektriciteitscentrale Frimmersdorf (Kraftwerk Frimmersdorf) ligt in Grevenbroich in deelstaat Noordrijn-Westfalen naast de dagbouw Garzweiler.

## Beschrijving
Deze centrale was in de jaren zeventig een van de grootste bruinkoolcentrales van Duitsland. 
In de jaren tachtig werden 2 eenheden uit dienst gesteld en werden de andere voorzien van een rookgasontzwavelingsinstallatie. Door de oude technologie was in 2007 deze centrale gemeten naar de relatieve uitstoot van koolstofdioxide in verhouding tot het vermogen een van de meest vervuilende elektriciteitscentrales van Europa. In de buurt rond de dagbouw van de Rheinisches Braunkohlerevier staan meerdere bruinkoolcentrales, zoals Elektriciteitscentrale Niederaußem en Elektriciteitscentrale Neurath.

## Geschiedenis
De eerste centrale, Frimmersdorf I, is in 1926 gebouwd met een vermogen van 10 megawatt (MW). Deze is in de Tweede Wereldoorlog verwoest en daarna deels herbouwd.
In 1952 werd gestart met Frimmersdorf II. Bij voltooiing in 1970 was dit de grootste thermische centrale in de wereld. In totaal beslaat deze energiecentrale 16 productie-eenheden (A tot en met Q) en 29 koeltorens. Vanaf 2012 zijn de meeste productie-eenheden stilgelegd, er bleven er nog twee grote actief (P en Q) die ook andere brandstoffen dan bruinkool aankunnen. In 2014 zijn zeven koeltorens gesloopt. Per 1 oktober 2017 zijn ook de laatste twee eenheden buiten gebruik gesteld. Ze blijven nog voor een beperkt aantal jaren beschikbaar voor het geval er veel vraag naar elektriciteit is. 
| blok | bruto vermogen (netto) in MW | in gebruiksname | status                |
| ---- | ---------------------------- | --------------- | --------------------- |
| A    | 100 (90)                     | 1955            | buiten bedrijf (1988) |
| B    | 100 (90)                     | 1955            | buiten bedrijf (1988) |
| C    | 148 (127)                    | 1957            | buiten bedrijf (2011) |
| D    | 149 (128)                    | 1957            | buiten bedrijf (2011) |
| E    | 146 (130)                    | 1959            | buiten bedrijf (2012) |
| F    | 150 (132)                    | 1960            | buiten bedrijf (2012) |
| G    | 148 (130)                    | 1960            | buiten bedrijf (2011) |
| H    | 148 (130)                    | 1961            | buiten bedrijf (2005) |
| J    | 143 (127)                    | 1960            | buiten bedrijf (2012) |
| K    | 153 (133)                    | 1962            | buiten bedrijf (2012) |
| L    | 150 (131)                    | 1962            | buiten bedrijf (2012) |
| M    | 152 (138)                    | 1962            | buiten bedrijf (2012) |
| N    | 153 (135)                    | 1964            | buiten bedrijf (2012) |
| O    | 150 (133)                    | 1964            | buiten bedrijf (2012) |
| P    | 315 (284)                    | 1966            | reserve (1.10.2017)   |
| Q    | 308 (278)                    | 1970            | reserve (1.10.2017)   |